# تورین ۹۵۲۳
سیارک ۹۵۲۳ (به انگلیسی: 9523 Torino، نامگذاری:1981EE1) نه هزار و پانصد و بیست و سومین سیارک کشف شده‌است که در ۵ مارس ۱۹۸۱ کشف شد.
قدر مطلق سیارک برابر ۲۰.۴ است.